# ЦНИИКА
АО «Центральный институт комплексной автоматизации» (ЦНИИКА) — советский и российский научно-исследовательский институт по разработке вопросов комплексной автоматизации производственных процессов.

## История
Центральный институт комплексной автоматизации был основан в 1956 году в Москве. Задачами института было создание автоматизированных систем управления (АСУ) для предприятий химии, металлургии, энергетики, включая внедрение на них телемеханики и пневмоавтоматики.
За время работы института им были внедрены автоматизированные системы на Новомосковском химическом комбинате (1958), на ТЭЦ-21, Харьковской ТЭЦ («Схема комплексной автоматизации блока котел-турбина-генератор») и др. Разработки института: дозаторы воды и жидких компонентов, муки, порционные тензометрические дозаторы жидких компонентов, автоматизированная система управления производством фенола-ацетона на уфимском ОАО «Уфаоргсинтез» и др.
В настоящее время помимо автоматизации производств в нём занимаются вопросами автоматики на космических аппаратах, подготовкой проектов корпоративных стандартов, касающихся вопросов автоматизации технологических и производственных процессов.
Указом Президиума Верховного Совета СССР от 7 января 1971 г. ЦНИИКА награждён орденом Трудового Красного Знамени за вклад в формирование важнейших направлений комплексной автоматизации производственных процессов с использованием новейших средств автоматизации, телемеханики и вычислительной техники.
Для подготовки научных кадров в институте работает аспирантура.
Подразделения Центрального института комплексной автоматизации находятся в городах Магнитогорск, Нижний Тагил, Воскресенск, Усть-Каменогорск, Харьков, Орёл, Алма-Ата, Новомосковск, Киев, Гомель, Житомир, Кстов.

## Структура
В состав института входят отделы телемеханики, лаборатории автоматизации энергетики, химии, динамики автоматического регулирования и др.

## Труды
Издания ЦНИИКА: «Труды» («Вопросы промышленной кибернетики»).

## Награды
Орден Трудового Красного Знамени (1971)

## Руководство
Стефани Евгений Павлович (1956—1982).
Грицков В. И. (1983—1997)
Софиев Александр Эльхананович (1997—2006)
Гапеев Виктор Васильевич (с 2006)